# Abeiku Quansah
Pour les articles homonymes, voir Quansah.
Abeiku Quansah est un footballeur ghanéen, né le 2 novembre 1990 à Kumasi au Ghana.

## Parcours

### Révélation et arrivée à l'OGC Nice
Abeiku Quansah participe à la Coupe du monde des moins de 17 ans de 2007 en Corée du Sud, compétition où le Ghana termine quatrième, éliminé en demi-finale par l'Espagne. Il y dispute six matchs sur les sept que dispute son pays et s'y fait remarquer sur son flanc droit en compagnie de Daniel Opare.
Membre du Liberty Professionals, comme un certain Michael Essien avant lui, il rejoint quelques mois plus tard, en décembre 2007, les Alpes-Maritimes et l'OGC Nice, en compagnie de son compatriote Enoch Adu. Pour le directeur sportif de l'époque, Roger Ricort, « il possède un style à la Feindouno […], provoquant énormément et pouvant également jouer en numéro 10 ». Fruit du suivi des championnats du monde 17 et 20 ans, il s'inscrit dans la lignée des Onyekachi Apam, Derek Asamoah ou autre Mahamane Traoré issus de la politique de recrutement africaine du club.

#### Saison 2008-2009
Arrivé mineur au club, il doit attendre le 8 novembre 2008, jour de ses 18 ans, pour signer son premier contrat professionnel. Trois jours plus tard, il peut enfin fouler une pelouse avec l'équipe première, disputant 7 minutes de jeu en huitièmes de finale de Coupe de la Ligue face à Créteil (victoire 3-0). Il devra être plus patient avant de connaître sa première expérience en Ligue 1, Antonetti ne le lançant qu'en toute fin de championnat, lors de la 37e journée face à Toulouse, remplaçant Echouafni à la mi-temps (défaite 0-2). Pour la dernière rencontre de la saison, il est lancé titulaire pour un nouveau match sans enjeu, pour 45 minutes, avant que Antonetti offre du temps de jeu à un autre africain cantonné au banc, le nigérian Nduka Ozokwo.

#### Saison 2009-2010
Didier Ollé-Nicolle prend en main l'équipe niçoise pour l'exercice 2009-2010. Il ne lui offre que 18 minutes de jeu en championnat et une titularisation en Coupe de France lors de l'élimination face à Plabennec en 32e de finale. Il n'est pas aidé par la passe difficile que connait le club. Avant son éviction le 9 mars, Ollé-Nicolle est sur un ratio d'une victoire pour 10 défaites sur ses 14 dernières rencontres dirigées, le club se retrouvant 17e avec 2 points d'avance sur Le Mans. Pourtant, loin de l'éclosion de Loïc Rémy (34 matchs, 14 buts), le bilan des autres attaquants est famélique, Mounier (31 matchs, 2 buts), Ben Saada (28/6), Bagayoko (23/1) ou encore Mouloungui (17/2)...
Quansah brille alors avec sa sélection, le 1er février 2009, il remporte la Coupe d'Afrique des moins de 20 ans au côté d'André Ayew avec le Ghana (victoire sur le Cameroun 2-0, deux buts d'Osei). Il est remplaçant lors de cette finale, tout comme son coéquipier à l'OGC Nice, Enoch Adu, lui aussi sélectionné.

#### Saison 2010-2011
Durant l'été 2010, il est mis à l'essai, avec Enoch Adu, par le Sparta Prague où évolue alors Wilfried Bony. C'est finalement sous la houlette d'Eric Roy qu'Abeiku sera le plus souvent appelé (5 entrées en jeu) pour quelques miettes de matchs (50 minutes de jeu). Au terme de la saison, son contrat arrivant à échéance, il n'est pas renouvelé.

### Tentative de rebond hors de France
Dès janvier, toujours accompagné d'Enoch Adu, il tente ainsi un essai au FC Nordsjaelland au Danemark. Si Enoch y lancera sa carrière professionnelle, c'est en Ukraine, à l'Arsenal Kiev, qu'Abeiku paraphera un contrat de 3 ans le 15 juillet 2011. Il n'y défraie pas la chronique avec 13 matchs pour 4 titularisations en Premyer Liha. Il faut se pencher sur la rubrique faits divers pour avoir de ses nouvelles. Fin novembre, il se fait fracasser une bouteille sur le crâne alors qu'il fait du shopping avec son cousin... Sujet à des problèmes de règlements de salaire, il y rompt finalement son contrat à l'été 2013 et tente un essai, non-concluant, au SK Brann en Norvège.
Six mois après la résiliation de son contrat, il trouve refuge en Egypte où il s'engage pour 2 ans en faveur d'El Gouna.

## Palmarès
- Ghana U20
  - Vainqueur de la Coupe d'Afrique des nations junior en 2009